# Mickey's Orphans
Mickey's Orphans es un cortometraje animado de 1931 producido por Walt Disney Productions y dirigido por Burt Gillett. La animación estuvo a cargo de David Hand, Joe D'Igalo, Jack King, Norm Ferguson, Clyde Geronimi, Tom Palmer, Hardie Gramatky, Ben Sharpsteen, Johnny Cannon y Dick Lundy. Estuvo nominado a un premio Óscar en la categoría de mejor cortometraje animado, siendo vencido por otro corto de Disney, Flowers and Trees.

## Trama
En la víspera de Navidad, una canasta llena de gatos huérfanos es abandonada en la puerta de la casa de Mickey Mouse. A pesar de su gran número y de lo inquietos que son, Mickey, Minnie y Pluto deciden hacerles una fiesta de Navidad. Mickey se disfraza de Santa Claus y Pluto de reno, con el fin de entregarles regalos a los gatos. Sin embargo, los huérfanos utilizan los juguetes para destrozar los muebles y adornos de la casa.